# Rosochata
Rosochata – wieś w Polsce położona w województwie dolnośląskim, w powiecie legnickim, w gminie Kunice.

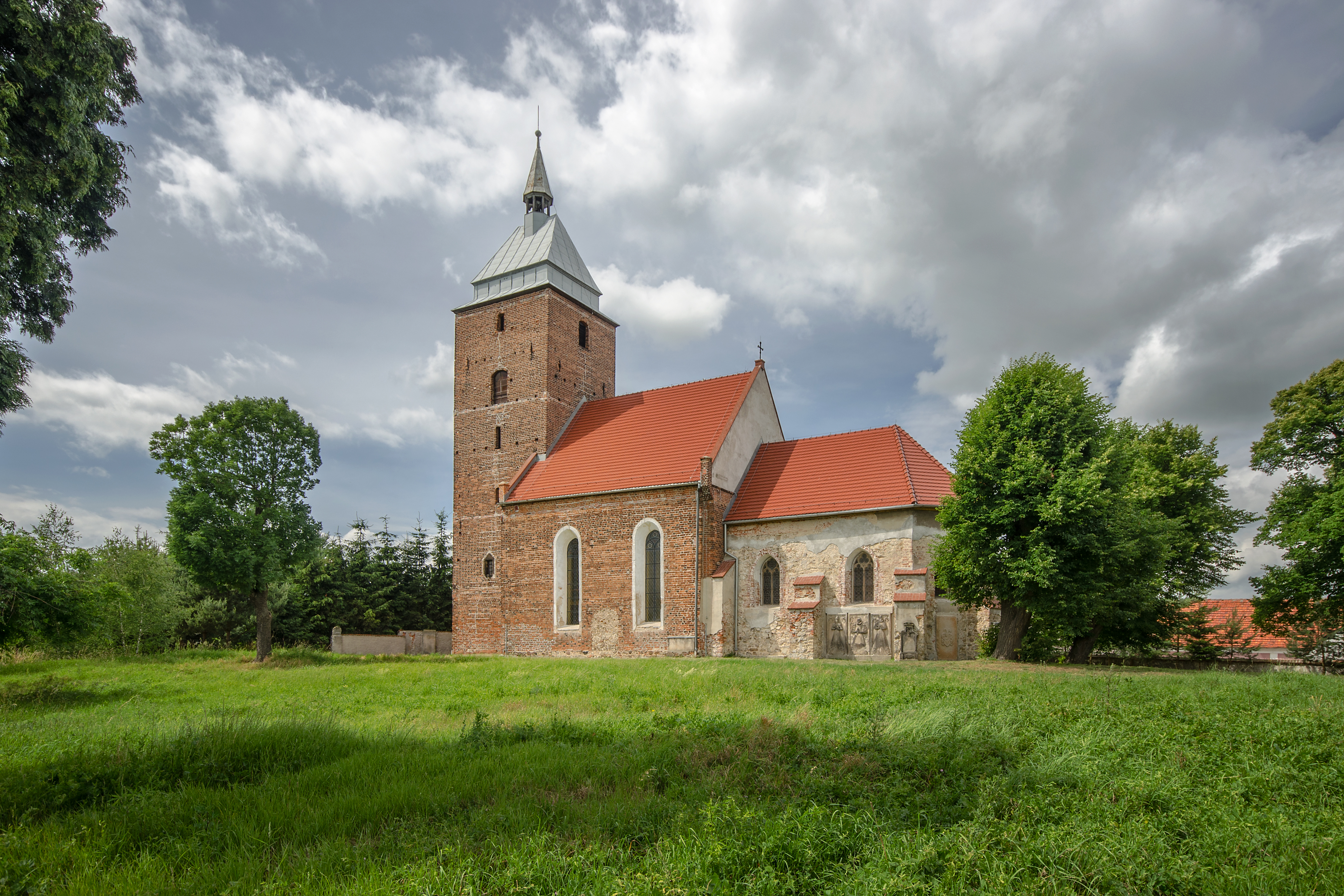
Kościół Wniebowzięcia Najświętszej Marii Panny w Rosochatej

## Podział administracyjny
W latach 1975–1998 miejscowość administracyjnie należała do województwa legnickiego.

## Zabytki
Do wojewódzkiego rejestru zabytków wpisane są:
- kościół parafialny pod wezwaniem Wniebowzięcia Najświętszej Marii Panny z początków XIII wieku. W środku znajduje się zabytkowa XVII-wieczna polichromia i kamienna chrzcielnica.
- zespół dworski
  - dwór, z 1912 r., w którym mieściło się przedszkole (obecnie jest tam siedziba firmy Solidex)

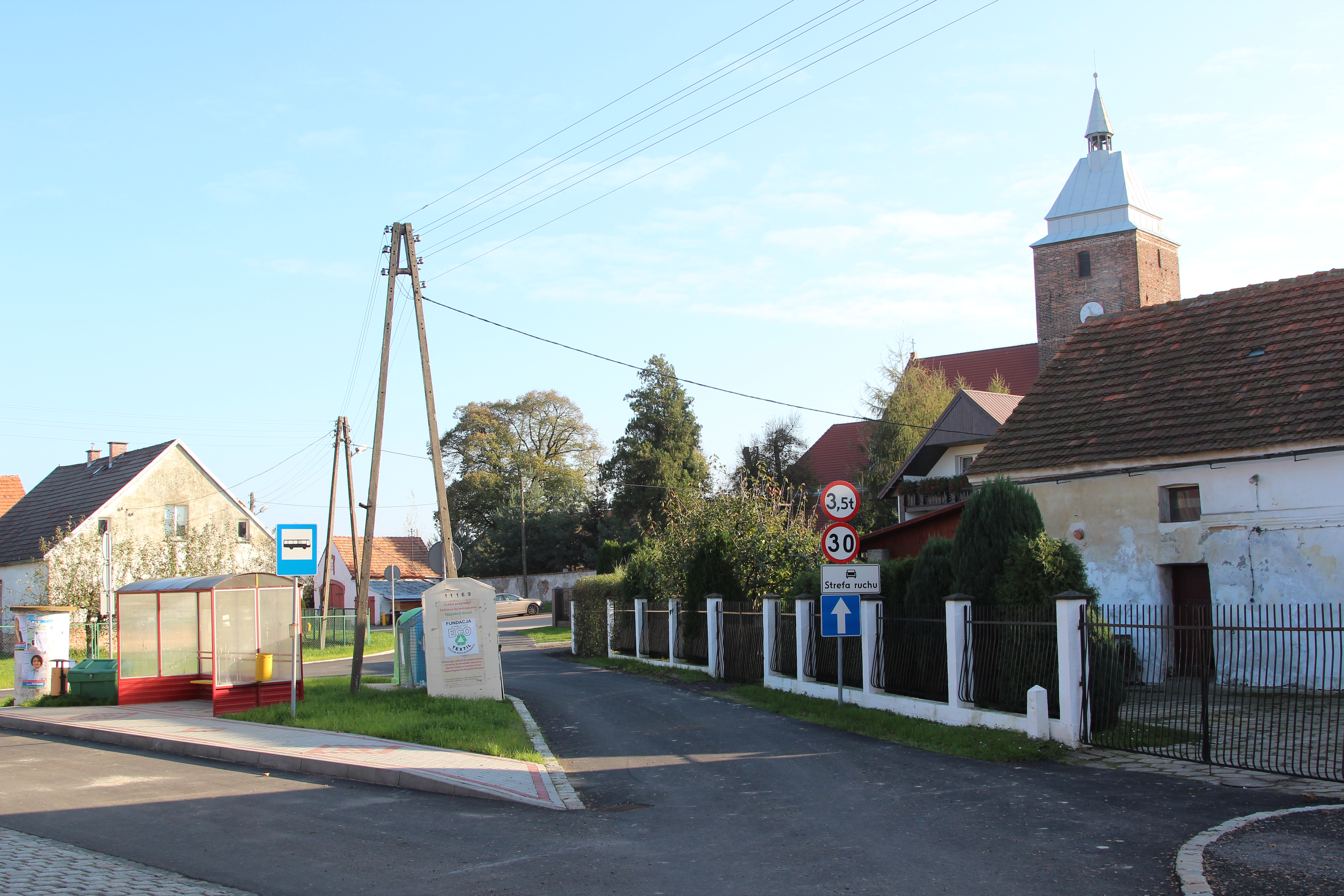
Centrum wsi (2014)

  - spichrz, z końca XIX w.
  - obora, z końca XIX w.
  - obora ze stodołą, z końca XIX w.
  - trzy stodoły, z końca XIX w.